# Epiplema bicolor
Epiplema bicolor är en fjärilsart som beskrevs av W. Warren 1899. Epiplema bicolor ingår i släktet Epiplema och familjen Uraniidae. Inga underarter finns listade i Catalogue of Life.